# موكة فطارية
موكة فطارية (الاسم العلمي: Moca fungosa) هي نوع من الحشرات تتبع جنس الموكة من فصيلة الإيميات.